# Anomphax virescentaria
Anomphax virescentaria är en fjärilsart som beskrevs av J. Peter Maassen 1890. Anomphax virescentaria ingår i släktet Anomphax och familjen mätare. Inga underarter finns listade i Catalogue of Life.